# 가렛 스트로먼
가렛 스트로먼(Garrett Strommen, 1982년 10월 8일 ~ )은 미국의 배우, 영화배우, 텔레비전 배우이다.

## 영화
- 어바웃 피프티 (2011년)
- 딜런 독: 죽음의 밤 (2010년)
- 꿈꾸는 아프리카 (2000년) - 엠마뉴엘 17살 역
- 제7의 천국 (1996년)